# Ciudad de Granada
Die Ciudad de Granada ist eine Ro-Pax-Fähre der Reederei Trasmed GLE. Sie wird im Fährverkehr zu den Balearischen Inseln eingesetzt.

## Geschichte
Das Schiff wurde unter der Baunummer 1580 auf der Werft Hijos de J. Barreras in Vigo, die das Schiff auch entwarf, für die spanische Reederei Trasmediterránea gebaut. Die Kiellegung fand im Januar 2000, der Stapellauf am 25. Oktober 2000 statt. Die Fertigstellung erfolgte am 10. Mai 2001.
Die nach dem spanischen Maler Joaquín Sorolla benannte Fähre wurde für den Fährverkehr zu den Balearischen Inseln gebaut. Zeitweise verkehrte sie auch von Cádiz zu den Kanarischen Inseln bzw. zwischen Almería und der spanischen Exklave Melilla.
Im März 2019 wurde das Schiff in Ciudad de Granada umbenannt.
Infolge der Übernahme von Trasmediterránea durch die Reederei Naviera Armas im Jahr 2018 wurde der zuvor von Trasmediterránea durchgeführte Fährverkehr zu den Balearen 2021 an die italienische Grimaldi-Gruppe verkauft. Grimaldi gründete im Juli 2021 für den Betrieb des Fährverkehrs das Tochterunternehmen Trasmed GLE mit Sitz in Valencia.

## Technische Daten und Ausstattung
Das Schiff wird von vier Viertakt-Achtzylinder-Dieselmotoren des Typs Wärtsilä 8L46A mit jeweils 7240 kW Leistung angetrieben. Die Motoren wirken paarweise über Untersetzungsgetriebe auf zwei Verstellpropeller. Das Schiff ist mit zwei elektrisch mit jeweils 1000 kW Leistung angetriebenen Bugstrahlrudern ausgestattet.
Für die Stromerzeugung stehen zwei von den Hauptmotoren mit jeweils 1570 kW Leistung angetriebene Wellengeneratoren, drei von Wärtsilä-Dieselmotoren mit jeweils 1620 kW Leistung angetriebene Generatoren sowie ein von einem MAN-Dieselmotor mit 514 kW Leistung angetriebener Generator zur Verfügung. Weiterhin wurde ein von einem MAN-Dieselmotor mit 270 kW Leistung angetriebener Notgenerator verbaut.
Anfang 2023 wurde das Schiff mit Scrubbern zur Abgasnachbehandlung ausgerüstet.
Das Schiff verfügt über drei Fahrzeugdecks auf den Decks 3, 5 und 6, wobei das Fahrzeugdeck auf Deck 6 teilweise höhenverstellbar ist. Das Fahrzeugdeck auf Deck 3 (Hauptdeck) ist über zwei Heckrampen zugänglich. Die Rampen sind jeweils 18 m lang und 8,5 m breit. Von den Heckrampen aus ist auch die Rampe an Bord zu Deck 5 zugänglich, Deck 6 ist über eine Rampe von Deck 5 zugänglich. Auf den Fahrzeugdecks stehen 1809 Spurmeter zur Verfügung.
Die Einrichtungen für die Passagiere sind auf den Decks 7 bis 9 untergebracht. Auf Deck 7 stehen 175 Kabinen zur Verfügung, 165 Vierbett-, 2 Dreibett- und 8 Zweibettkabinen. Die Passagierkapazität der Fähre war ursprünglich mit 1100 Personen angegeben. Bei Trasmed wird die Anzahl der Kabinen mit 207 angegeben. Zusätzlich stehen 647 Ruhesessel zur Verfügung. Die Passagierkapazität beträgt 1252 Personen. Auf den Decks 8 und 9 sind die öffentlichen Bereiche für die Passagiere eingerichtet mit einem Selbstbedienungsrestaurant, einem À-la-carte-Restaurant, einer Cafeteria sowie einem Laden und einem Kinderspielbereich. Weiterhin stehen den Passagieren unter anderem ein Fitnessbereich, ein Innenpool sowie eine Sauna und ein Solarium zur Verfügung. Auf Deck 9 befinden sich im vorderen Bereich der Aufbauten die Kabinen für die Schiffsbesatzung sowie verschiedene Räume für den Schiffsbetrieb wie beispielsweise Büroräume.
Das Schiff ist mit Flossenstabilisatoren ausgestattet.